# Années 750
Les années 750 couvrent la période de 750 à 759.

## Événements
- Vers 750-800 : pénétration des Scandinaves, ou Varègues, jusqu’à la moyenne Volga[1]. Venus principalement de Suède, ils recherchent des esclaves, des fourrures, de la cire et du miel auprès des populations finno-ougriennes ou slaves[2], et soucieux d’avoir des approvisionnements réguliers, ils imposent à plusieurs de ces groupes le paiement d’un tribut[3].
- Vers 750-760 : mission du chorévêque Modeste (en) chez les Slovènes, envoyé par l’archevêque de Salzbourg à la demande du duc de Carantanie[4]. Construction des premières églises à Maria Saal (Krn), Liburnia (près de Spittal), Ad Undrimas (près de Judenburg)[5].
- 750 : début de l'empire des Abbassides[6].
- 751-755 : début du déclin de l’empire Tang en Chine. Après sa défaite à la bataille de Talas contre les Abbassides, il perd de son influence en Asie centrale. Les Ouïgours et les Tibétains, récemment conquis, profitent de la révolte d'An Lushan (755-763) pour revendiquer leur indépendance vis-à-vis de la Chine[7].
- 751 : déposition de Childéric III. Pépin le Bref est sacré roi des Francs ; début de la dynastie carolingienne qui règne sur les Royaumes francs[8].
- 752-759 : siège de Narbonne les Arabes perdent la Septimanie[9].
- 753-973 : en Inde, la dynastie Rastrakuta domine l’ouest du Dekkan, le Karnataka et le Gujerat[10].
- 754 : donation de Pépin[11].
- Vers 754 : l'évêque Chrodegang de Metz fonde une école de chant et de musique, la Scola Cantorum de Metz, inspirée de celle de Rome. On y apprend le plain-chant ou chant messin, appelé plus tard chant grégorien[12].
- 755-756 : expéditions des Francs contre les Lombards en Italie[11].
- 756 : fondation de l'émirat de Cordoue[13].
- 756-775 : guerre de Byzance contre les Bulgares[14].
- 757 : fondation de la principauté sufrite de Sidjilmâsâ, au Maghreb (757-909)[15].

- Plus de 500 monastères sont fondés par les nobles asturiens de 755 à 1037[16].

## Personnages significatifs
Abd al-Rahman Ier
- Aistolf
- Al-Mansur (Abbasside)
- Chrodegang de Metz
- Constantin V
- Étienne II (pape)
- Fruela Ier des Asturies
- Ibn al-Muqaffa
- Offa de Mercie
- Paul Ier (pape)
- Pépin le Bref
- Tang Suzong
- Tang Xuanzong
- Trisong Detsen